# 九仙山薹草
九仙山薹草（学名：Carex jiuxianshanensis）是莎草科薹草属的植物。分布于中国大陆的浙江、福建等地，见于林下湿地、小溪边及草丛中，目前尚未由人工引种栽培。